# Acharia (Plantae)
Acharia, monotipski biljni rod iz reda malpigijolike, čiji je jedini predstavnik endem Acharia tragodes iz južnoafričke provincije Cape.
A. tragodes je višegodišnji grmić koji naraste do 40 cm visine. Celerolikih je listova, elipsoidnih plodova dugih do 1 cm, i malih žutih cvjetova.
Ime roda došlo je po švedskom botaničaru Eriku Achariusu